# Albrecht Fischer (Baurat)
Albrecht Fischer (* 27. März 1877 in Stuttgart; † 22. Januar 1965) war ein deutscher Baurat. Er war im Schattenkabinett Beck/Goerdeler, der potentiellen Reichsregierung nach einem geglückten Attentat auf Hitler, als politischer Beauftragter im Wehrkreis V (Stuttgart) vorgesehen.

## Leben
Albrecht Fischer war mit Elisabeth Thierdt verheiratet, aus der Ehe ging eine Tochter hervor. Fischer schloss 1900 sein Studium der Chemie an der Technischen Hochschule Stuttgart ab und war anschließend als Baurat im Stuttgarter Gewerbeaufsichtsamt tätig. Nach Ende des Ersten Weltkrieges war er zunächst Geschäftsführer des Verbandes Württembergischer Metallindustrieller, später dann Geschäftsführer der Vereinigung Württembergischer Arbeitgeberverbände. In der Weimarer Republik schloss er sich der Deutschen Volkspartei (DVP) an; dabei galt Fischer als „gemäßigter Wirtschaftsliberaler“ und „ein entschiedener Verfechter der Demokratie“.
Nach der Machtübertragung an die Nationalsozialisten und der Gleichschaltung der Arbeitgeberverbände war Fischer ab 1934 wirtschaftspolitischer Berater der Robert Bosch GmbH. Vom ehemaligen Leipziger Oberbürgermeister Carl Goerdeler, der ab 1937 ebenfalls Berater Robert Boschs war, wurde Fischer in die Pläne für einen Staatsstreich gegen das nationalsozialistische Regime eingeweiht. Fischer stellte sich als Beauftragter für den Wehrkreis V zur Verfügung.
Kurz nach dem gescheiterten Attentat auf Hitler am 20. Juli 1944 verhaftete die Gestapo Fischer und brachte ihn im August 1944 nach Berlin. In Vernehmungen bestritt er seine Beteiligung an den Attentatsvorbereitungen und erklärte seine Bekanntschaft mit Goerdeler durch die gemeinsame Tätigkeit bei Bosch. In Unterlagen der Gestapo wird Fischer als „stockliberalistisch“ sowie „scharf reaktionär und vom Nationalsozialismus völlig unberührt“ bezeichnet. Am 12. Januar 1945 verhandelte der Volksgerichtshof unter Roland Freisler gegen Fischer sowie seinen Mitangeklagten Reinhold Frank. Im Prozess wurde Fischer auch nach seiner eigenen Wahrnehmung zurückhaltend behandelt. Der Volksgerichtshof sprach Fischer vom Vorwurf des Hochverrats und der „Feindbegünstigung“ frei. „Mit an Sicherheit grenzender Wahrscheinlichkeit“ hatte sich der ebenfalls aus Württemberg stammende SS-Obergruppenführer Gottlob Berger für Fischer eingesetzt. Berger wurde auf Bitten des Bosch-„Betriebsführers“, Hans Walz, tätig; möglicherweise trat Berger an Himmler oder Freisler heran. Bergers eigene Angabe nach Kriegsende, er habe sich direkt an Hitler gewandt, ist nicht nachweisbar und gilt als wenig wahrscheinlich.
Fischer blieb nach seinem Freispruch in Haft und wurde zunächst im Zellengefängnis Lehrter Straße, ab 20. Februar 1945 im KZ Sachsenhausen gefangen gehalten. Dort wurde er im April 1945 von sowjetischen Truppen befreit. Nach Kriegsende wurde Fischer von den französischen Besatzungsbehörden in Stuttgart in verschiedenen sozialpolitischen Funktionen verwendet; zudem war er bei der Robert Bosch GmbH der Amtswalter von Hans Walz während dessen Inhaftierung. Im April 1952 erhielt Fischer das Große Bundesverdienstkreuz.